# Kaplakriki
Kaplakriki is de naam van een sportstadion in de IJslandse stad Hafnarfjörður. Het wordt meestal gebruikt voor voetbalwedstrijden en is de thuisbasis van Fimleikafélag Hafnarfjarðar. De totale capaciteit van het stadion is 6000 plaatsen waarvan meer dan 2200 zitplaatsen. 
Er bestaan plannen om in de nabije toekomst het aantal zitplaatsen in het stadion uit te breiden tot meer dan 4000 waardoor de totale capaciteit zal stijgen tot meer dan 7000 plaatsen. In de verre toekomst zou het stadion moeten evolueren tot een volledig rond stadion met overdekte en aansluitende tribunes waar enkel nog plaats zal zijn voor zitplaatsen, Kaplakriki zal dan een capaciteit van 6000 plaatsen hebben. 
In de buurt van het stadion is er ook een overdekte hal voor indoor voetbalwedstrijden met de naam Risinn (De Reus) ook al is het niet zo groot als Fífan of Egilshöllin, andere indoorhallen in Kópavogur en Reykjavík.